# 清水将成
清水 将成（しみず まさしげ、1987年12月16日 - ）は、日本の実業家。株式会社BlueOcean代表取締役社長。豊島区秋田県人会会長。秋田県三種町ふるさとPR大使。IKEBUKURO DROPS.EXE TEAM OWNER。

## 来歴
秋田県八竜町（現：三種町）出身。秋田県立能代工業高等学校を卒業した後、上京し、大手アパレルメーカーへ就職する。その後、飲食業や音楽関連の仕事を経てIT業界へ。2020年に株式会社BlueOceanを設立し、同社の代表取締役に就任。
2022年に音楽事業を展開する。
2023年に3x3.EXE PREMIER（3人制プロバスケットボールリーグ）
IKEBUKURO DROPS.EXEのオーナーに就任

2024年12月12日に「豊島区ホームタウン連携協定締結式」にて豊島区と連携協定を締結。豊島区初の公認プロスポーツチームを誕生させる

三種町ふるさとPR大使として地元のメロンなどを日本全国にPRしている

### 音楽
ROZ名義でBeat Makerとしても活躍している。
ヒップホップを好み、「NITRO MICROPHONE UNDERGROUND」のファンである。

### 趣味
スタジオジブリ(STUDIO GHIBLI)作品を好んでいる。
特に『耳をすませば』の挿話「バロンのくれた物語」の背景画を制作した井上直久先生の『イバラード』の世界が好きで、井上先生の作品を数点所持している。